# SŽD-Baureihe ВМ20
Die Lokomotive der Baureihe ВМ20 (deutsche Transkription WM20) der Sowjetischen Eisenbahnen (SŽD) war eine breitspurige Diesellokomotive der ersten Generation, die, vereinfacht, aus zwei Diesellokomotiven der Reihe Ээл bestand. Die Lokomotive gilt als die erste Zweisektionslokomotive der Welt und wurde in nur einem Exemplar gebaut. Ihren Namen WM erhielt sie nach Wjatscheslaw Michailowitsch Molotow.

## Geschichte
Durch die stark ansteigenden Güterzugleistungen zum Beginn der 1930er Jahre hatte die SŽD nicht genügend leistungsfähige Lokomotiven zur Bespannung der Züge. Es wurde daher der Bau einer Lokomotive mit Spitzenleistung verlangt. Sie sollte eine Gesamtleistung von ca. 2000 PS haben und in heimischen Werken gefertigt sein. Über die Leistung und Zugkraft sollte sie ein Äquivalent zu der Dampflokomotive FD sein. Aus dem Grund war die Zweimotorenlokomotive Ээл8 keine Alternative, weil es eine Importlokomotive war.
Daher wurde entschieden, zwei Lokomotiven der Reihe Ээл zu einer Zweisektionslokomotive zu vereinen, um die erforderliche Leistung zu erhalten. Jede Sektion hatte die Achsfolge 2’Do 1’, und die gesamte Lokomotive daher 2’Do 1’ + 1’Do 2’. Die Skizzenprojektierung und die Auswahl der hauptsächlichen Parameter der Diesellok wurden ausgeführt von verschiedenen Konstruktionsbüros aus dem Werk Kolomna. Es wurde sowohl die Möglichkeit, die Lokomotive als Einzelsektionslokomotive als auch als Zweisektionslokomotive zu verwenden, in Betracht gezogen. Daraus entstanden fünf Varianten der Diesellokomotive mit folgenden Charakteristiken;
- Einzelsektionslokomotive (Achsfolge 2’Do 1’) mit einer Zugkraft von 16.000 kp für leichte Güterzüge,
- Einzelsektionslokomotive mit Zugkraft von 10.000 kp für leichte Personenzüge,
- Zweisektionslokomotive (Achsformel 2’Do 1’ + 1’Do 2’) mit Zugkraft von 32.000 kp für schwere Güterzüge,’
- Zweisektionslokomotive mit Zugkraft von 25.000 kp für Güterzüge mittlerer Masse,
- Zweisektionslokomotive mit Zugkraft von 20.000 kp für schwere Personenzüge im schweren Geländeprofil.

Über Einsätze und Dauer ihres Einsatzes sind aus der Literatur keine Angaben zu entnehmen.

## Technik
Die Diesellok besaß eine dieselelektrische Leistungsübertragung mit vier Traktions-Elektrofahrmotoren je Sektion. Das elektrische Schema erlaubte die Regulierung sowohl einer Sektion als auch der beiden Sektionen von einem Führerstand aus. Dieselmotor, Traktionsgenerator, Erreger und Kühler waren auf dem Rahmen jeder Sektion untergebracht. Jede  Sektion besaß einen Führerstand. An der Rückseite der Sektion befand sich der Kompressor für die Druckluftanlage. Beide Sektionen konnten über eine SA-3-Mittelpufferkupplung miteinander selbsttätig verbunden werden.
Ursprünglich sollten für die Lokomotiven vier elektrische Fahrmotoren mit einer Leistung von je 175 kW verwendet werden. Doch hielt es der Hersteller für zweckmäßig, stattdessen die Elektrofahrmotoren von der Ээл mit einer Leistung von je 140 kW zu verwenden. Im Endeffekt erhielt man dadurch ein nicht entsprechendes Verhältnis von Dieselmotor und Elektrofahrmotoren. Für die Kompensation dieser Unzulänglichkeit wurde das Übertragungsverhältnis der Traktionsfahrmotoren geändert, und gleichzeitig wurde auch der Strom für die Fahrmotoren von 350 auf 375 A erhöht. Die Traktions-Elektromotoren waren im normalen Betrieb parallel geschaltet, bei Havarie waren sie parallel – Reihe geschaltet.